# دورا ونتر
دورا ونتر (انگلیسی: Dora Venter؛ زاده ۱ اکتبر ۱۹۷۶) بازیگر پورنوگرافی اهل مجارستان است.